# ژان اول

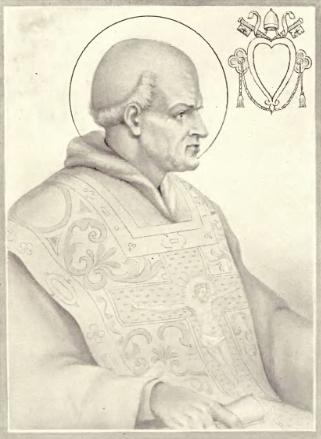

ژان اول پاپ و رهبر کلیسای کاتولیک (تولد ۴۷۰ - درگذشت ۱۸ مه ۵۲۶) در سال‌های ۵۲۳ تا ۵۲۶ میلادی و دارای مقام «سَنت» (قدوسیت) بود.
پاپ ژان اول از اهالی ناحیه توسکانی در کشور ایتالیا بود.